# Micronecta scholtzi
Micronecta scholtzi és una espècie d'hemípter heteròpter aquàtic de la família Corixidae. Fa uns 2 mm de llargada i és freqüent en basses d'aigua dolça i llacs a tot Europa. Fan sons per estridulació fregant el seu penis produint fins a 99,2 decibels.